# Jameka Jones
Jameka Jones (Kinston, 13 settembre 1978) è un'ex cestista statunitense, professionista nella WNBA.

## Carriera
È stata selezionata dalle Miami Sol al secondo giro del Draft WNBA 2000 (19ª scelta assoluta).